# 両元駅
両元駅（ヤンウォンえき）は、慶尚北道奉化郡にある、韓国鉄道公社の駅である。

## 駅構造
- 1面1線の地上駅。

## 歴史
- 1988年4月1日：開業[1]。駅の設備はすべて住民の負担で設置された[2]。それまでは道路も整備されていないため、住民は線路を歩いて移動しなければならなかった[2]。

## 隣の駅
韓国鉄道公社
嶺東線
肥洞駅 - 両元駅- 承富駅

## 映画化
2021年、駅の設置にいたるまでの経緯が『手紙と線路と小さな奇跡』として映画化された。